# 2 Young 4 Me - Un fidanzato per mamma
2 Young 4 Me - Un fidanzato per mamma (I Could Never Be Your Woman) è un film del 2007 scritto e diretto da Amy Heckerling, con protagonisti Michelle Pfeiffer e Paul Rudd.

## Trama
Rosie è una sceneggiatrice di una serie televisiva per ragazzi. Rosie si innamora di un nuovo attore, Adam, nonostante lui sia molto più giovane di lei; mentre sua figlia Izzie è alle prese con i primi amori.

## Distribuzione
Per numerose vicissitudini della casa produttrice Bauer Martinez Studios, e per problemi di accordi distributivi con la MGM, negli Stati Uniti il film non è stato distribuito nelle sale cinematografiche, ma direttamente in DVD nel 2008. Il film è uscito solo in DVD anche in Germania, Regno Unito, Finlandia e Australia. Nel 2007 il film ebbe una classica distribuzione cinematografica in altri paesi, come Spagna, Brasile, Grecia, Belgio e Paesi Bassi. In Italia il film è stato in programmazione, nel gennaio del 2008, con il titolo originale, in pochissime città (Milano, Firenze, Roma) e per un esiguo numero di giorni, distribuito dalla Andrea Leone Films. Da febbraio in poi il film è stato pubblicato in DVD.

## Colonna sonora
È presente una versione strumentale della canzone I Wanna Be Sedated della band punk Ramones suonata dalla band belga Neven. Inoltre sono presenti canzoni del gruppo statunitense punk rock Blink-182, come What's My Age Again? o Dammit, nonché Your woman di White Town, dal cui ritornello è stato preso il titolo originale del film.